# Nama parvifolia
Nama parvifolia là loài thực vật có hoa trong họ Mồ hôi. Loài này được (Torr.) Greenm. mô tả khoa học đầu tiên năm 1904.